# Erigone stygia
Erigone stygia Gertsch, 1973 è un ragno appartenente alla famiglia Linyphiidae, endemica delle Hawaii.

## Etimologia
L'epiteto specifico stygia deriva dal latino e significa oscuro, tetro, infernale. Fa riferimento alla peculiarità della specie di vivere esclusivamente nelle grotte.

## Aspetto
La specie ha una colorazione giallo pallido ed essendo troglobia non presenta alcuna traccia di occhi, questa caratteristica può essere considerata la caratteristica madre che differenzia la specie rispetto alle altre del genere Erigone; in più le zampe sono più lunghe, più sottili e presenta un epigino particolare.
Il carapace raggiunge una lunghezza di 0,91 mm e una larghezza di 0,70, lo sternum è lungo 0,50 mm e largo 0,53, il labium è 0,10x0x18 mm, gli gnathocoxae sono 0,27x0,17 mm e l'addome 1,26x0,88 mm.
Il carapace e le appendici sono di una colorazione giallo pallido ambrato; i cheliceri, il labium e le sono marrone-giallo tenue; l'addome è biancastro; i peli non sono appariscenti e hanno una colorazione che va dal biancastro allo scuro.
Il carapace è molto più lungo che largo, di media altezza, è più largo tra le terze coxae, è liscio e brillante, con una serie di 6 deboli setae sulla linea mediana e pochi altri nella regione degli occhi; la parte cefalica è ben elevata, raggiungendo l'altezza massima tra le coxae dei pedipalpi, arrotondata nella parte frontale e non presenta tracce di occhi. Lo sternum, il labium e gli gnathocoxae presentano scarse serie di scure setae erette. I cheliceri sono esili e presentano zanne di media lunghezza: il margine posteriore presenta due piccoli dentelli alla base e 5 forti denti; il margine anteriore presenta due dentelli e 4 piccoli denti.

La formula delle zampe è 1423. Le prime zampe sono lunghe 4,6 volte il carapace e il primo femore 1,4 volte. Di seguito sono riportate le lunghezze dei vari segmenti delle zampe:
| Segmento  | I    | II   | III  | IV   | Palpo |
| --------- | ---- | ---- | ---- | ---- | ----- |
| Femore    | 1,30 | 1,22 | 0,90 | 1,25 | 0,38  |
| Patella   | 0,28 | 0,27 | 0,23 | 0,25 | 0,12  |
| Tibia     | 1,10 | 1,00 | 0,80 | 1,03 | 0,23  |
| Metatarso | 1,00 | 0,95 | 0,78 | 0,93 | -     |
| Tarso     | 0,56 | 0,57 | 0,47 | 0,60 | 0,42  |
| Totale    | 4,24 | 4,01 | 3,18 | 4,06 | 1,15  |

Le zampe sono sottili e lunghe, presentano delle serie identiche di setae di colore chiaro e dei tricobotri sulle tibie mentre il quarto metatarso non ne presenta alcuno.

L'addome è subovale, di media lunghezza, coperto in modo uniforme di dritti peli scuri e presentante poche setae robuste alla base del pedicello. I seritteri sono corti, quelli laterali presentano corti segmenti apicali, il colulus si presenta come una piastra piatta e corta, con sei piccole setae sul lato ventrale.

L'epigino è tipico del genere e si presenta come un pallido e arrotondato lobo lateralmente solcato con piccole, sclerotizzate elevazioni mediane nella parte anteriore, al di sotto delle quali sono presenti degli orifizi atrio-bursali che attraverso esili tubuli portano ai recettacoli arrotondati.

## Distribuzione
La specie è endemica delle Hawaii, in particolare l'olotipo della specie è stato trovato ad una altezza di 1250 metri nella stanza più profonda della Bird Park Cave, una grotta situata a Kipuka Puaulu nel Parco nazionale Vulcani delle Hawaii.

## Tassonomia
La specie è stata descritta l'ultima volta nel 1983 e ad oggi, 2015, non sono note sottospecie.